# Rafael Valls
Valls  Ferri est un nom espagnol. Le premier nom de famille, en général paternel, est Valls ; le second, en général maternel, souvent omis, est Ferri.
Pour les articles homonymes, voir Valls (homonymie).
Rafael Valls Ferri, né le 27 juin 1987 à Cocentaina, est un coureur cycliste espagnol professionnel de 2009 à 2021.

## Biographie
Rafael Valls Ferri est membre de l'équipe Garcamps-Comunidad Valenciana Amateur en 2006 puis dans l'équipe Comunidad Valenciana-CCN entre 2007 et 2008. Fin 2007, il est stagiaire au sein de l'équipe continentale professionnelle Relax-GAM. En août 2008, il intègre l'équipe ProTour Scott-American Beef également comme stagiaire. En septembre, il participe avec l'équipe d'Espagne au championnat du monde sur route espoirs, dont il prend la 84e place.
Il devient professionnel en 2009 au sein de l'équipe Burgos Monumental-Castilla y León. Il se classe quatrième du Circuito Montañés après avoir été leader du classement général pendant deux jours. Avec l'équipe d'Espagne espoirs, il est dixième du Tour de l'Avenir et participe à nouveau au championnat du monde espoirs. En 2010, il est recruté par l'équipe ProTour Footon-Servetto, qui est le prolongement de la formation Scott-American Beef où il a été stagiaire puis Fuji-Servetto. Il acquiert son premier succès en tant que coureur professionnel lors de sa première compétition avec cette équipe : le Tour de San Luis, en Argentine. Il remporte la deuxième étape, occupe la tête du classement général pendant deux jours et finit à la troisième place. Rafael Valls participe ensuite notamment au Tour du Pays basque, au Tour de Romandie au Tour de Suisse et à son premier grand tour, le Tour de France. Il se classe deuxième de la septième étape à la station des Rousses dans le Jura.
Il reste dans la même équipe en 2011 qui devient Geox-TMC. Il s'engage dans l'équipe Vacansoleil-DCM alors que Geox-TMC (anciennement Footon-Servetto)  disparait en fin d'année 2011. Lors du Tour de Murcie 2012, il chute dans la première étape et abandonne, victime d'un pneumothorax et d'une fracture de deux côtes, qui l'empêchent de participer à toute compétition pendant un mois. À la fin de 2013, à la suite de l'arrêt de l'équipe Vacansoleil, il signe un contrat de deux ans avec l'équipe italienne Lampre.
Il fait ses débuts avec sa nouvelle équipe au Tour Down Under. Huitième de la première étape, il chute le lendemain et s'en relève avec une fracture de l'humérus. De retour en mars à la Semaine internationale Coppi et Bartali, il en prend la huitième place. En juin, il est treizième du Tour de Suisse, gagné par son coéquipier Rui Costa. Il dispute ensuite le Tour de France, qu'il quitte après deux semaines de course à cause d'une douleur au genou. En février 2015, il obtient sa première victoire depuis cinq ans. Il s'impose au Tour d'Oman, lors de l'étape-reine finissant à la « montagne verte », devant Tejay van Garderen et Alejandro Valverde. Il remporte le classement général devant ces deux coureurs. Durant les mois suivants, il obtient des places d'honneur lors de courses par étapes du World Tour : huitième de Paris-Nice et du Tour de Catalogne, onzième du Critérium du Dauphiné. Lors du Tour de France, il connaît une première semaine difficile, puis se montre offensif à plusieurs reprises (10e, 17e étape). Souffrant durant les dernières étapes, il doit ensuite renoncer à disputer le Tour d'Espagne à cause d'un virus.
En 2016, Rafael Valls rejoint l'équipe belge Lotto-Soudal, avec laquelle il s'engage pour deux ans.
Il commence la saison au Tour Down Under, qu'il termine à la huitième place, dans la continuité des résultats obtenus en 2015. Les mois suivants sont plus difficiles, avec une chute aux Strade Bianche, une maladie lors de Tirreno-Adriatico, un abandon au Tour de Catalogne. En juin, un accident domestique lui cause une fracture à l'épaule. De retour au Tour de Pologne, il se fracture la hanche en tombant et doit mettre fin à sa saison.
Il signe son retour à la compétition d'une septième place au Tour Down Under 2017. Après avoir connu la déception au Tour de Catalogne puis un nouvel abandon au Tour du Pays Basque, l'Espagnol retrouve la forme au Critérium du Dauphiné, qu'il termine à la dixième position. C'est toutefois sur ce maigre bilan que se conclut sa saison, à la suite d'une nouvelle blessure subie lors d'une chute à l'entraînement. Fin septembre, Rafael Valls annonce son transfert chez Movistar. En deux saisons chez l'équipe espagnole, il gagne une course, la Classique d'Ordizia 2019, quatre ans après sa dernière victoire.
En 2020, il rejoint l'équipe Bahrain-McLaren. Neuvième de la Route d'Occitanie, il est sélectionné pour le Tour de France 2020 en tant qu'équipier de Mikel Landa. Néanmoins, il subit une chute au cours de la première étape. Il la termine mais une fracture du fémur droit lui est diagnostiquée, entraînant son retrait de la course.
En décembre 2021, Valls choisit d'arrêter sa carrière. Il invoque les nombreuses chutes qu'il a subies comme explication à son impossibilité de retrouver son meilleur niveau.

## Palmarès

### Palmarès amateur
- 2005
  - 3e du championnat d'Espagne du contre-la-montre juniors
- 2008
  - Vainqueur de la Coupe d'Espagne espoirs
  - Circuito Guadiana
  - 3e étape du Tour de Palencia
  - 2e du Trophée Guerrita

### Palmarès professionnel

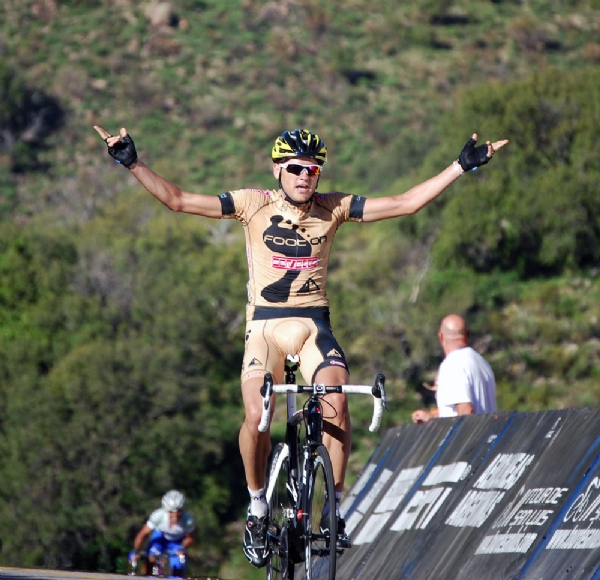
Rafael Valls lors de sa victoire au Tour de San Luis en 2010.

- 2010
  - 2e étape du Tour de San Luis
  - 2e du Trofeo Inca
  - 3e du Tour de San Luis
- 2015
  - Tour d'Oman :
    - Classement général
    - 4e étape

  - 8e de Paris-Nice
  - 8e du Tour de Catalogne
- 2016
  - 8e du Tour Down Under
- 2017
  - 7e du Tour Down Under
  - 10e du Critérium du Dauphiné
- 2019
  - Classique d'Ordizia

## Résultats sur les grands tours

### Tour de France
5 participations
- 2010 : 53e
- 2012 : 41e
- 2014 : abandon (14e étape)
- 2015 : 78e
- 2020 : non-partant (2e étape)

### Tour d'Italie
4 participations
- 2011 : abandon (14e étape)
- 2013 : 29e
- 2018 : abandon (10e étape)
- 2021 : 96e

### Tour d'Espagne
2 participations
- 2012 : abandon (14e étape)
- 2013 : 43e

## Classements mondiaux
| Année                                 | 2007  | 2008 | 2009 | 2010 | 2011  | 2012 | 2013 | 2014 | 2015 | 2016 | 2017 | 2018  | 2019 | 2020 |
| ------------------------------------- | ----- | ---- | ---- | ---- | ----- | ---- | ---- | ---- | ---- | ---- | ---- | ----- | ---- | ---- |
| Calendrier mondial                    |       |      | nc   | 167e |       |      |      |      |      |      |      |       |      |      |
| UCI World Tour                        |       |      |      |      |       | nc   | nc   | nc   | 87e  | 121e | 105e | 340e  |      |      |
| Classement mondial                    |       |      |      |      |       |      |      |      |      | 426e | 231e | 1864e | 538e | 858e |
| UCI Europe Tour                       | 1351e | nc   | 578e |      | 1081e |      |      |      |      | nc   | nc   | 1994e | 409e | 681e |
| UCI Oceania Tour                      | nc    | nc   | nc   |      | nc    |      |      |      |      | 86e  | nc   | nc    |      |      |
|                                       |       |      |      |      |       |      |      |      |      |      |      |       |      |      |
| Légende : nc = non classéSource : UCI |       |      |      |      |       |      |      |      |      |      |      |       |      |      |